# Nicolae Josan
Nicolae Josan est un footballeur international moldave né le 18 septembre 1983 à Rezina. Il évolue actuellement au poste de milieu de terrain au FC Zaria Bălți.

## Carrière

### En sélection
Nicolae Josan compte 17 sélections en équipe de Moldavie. Il a inscrit 2 buts avec la sélection moldave.

### Buts internationaux
| # | Date             | Lieu                        | Adversaire  | Résultat | Compétition             |
| - | ---------------- | --------------------------- | ----------- | -------- | ----------------------- |
| 1 | 17 novembre 2007 | Stade Zimbru, Chișinău      | Hongrie     | 3 - 0    | Éliminatoires Euro 2008 |
| 2 | 12 octobre 2010  | Stadio Olimpico, Serravalle | Saint-Marin | 0 - 2    | Éliminatoires Euro 2012 |

### Palmarès
- Champion de Moldavie : 2002, 2003, 2005
- Champion de Russie D2 : 2009
- Vainqueur de la Coupe de Moldavie : 2002, 2004
- Vainqueur de la Supercoupe de Moldavie : 2005
- Vainqueur de la Coupe de la CEI : 2003